# Mediorhynchus wardi
Mediorhynchus wardi är en hakmaskart som beskrevs av Schmidt och Canaris 1967. Mediorhynchus wardi ingår i släktet Mediorhynchus och familjen Giganthorhynchidae. Inga underarter finns listade i Catalogue of Life.